# Entertainment Software Rating Board
De Entertainment Software Rating Board (ESRB) is een onafhankelijke organisatie opgericht door de Entertainment Software Association in 1994. Het beoordeelt de inhoud van computerspellen voor de geschiktheid van kinderen in Noord-Amerika. Het lijkt op de PEGI voor Nederland en België, maar het classificatiesysteem is in Noord-Amerika niet wettelijk vastgelegd, zoals dat in Nederland is. De beoordeling van een spel wordt op een vrijwillige basis van de uitgever uitgevoerd.
ESRB-beoordelingen worden onderverdeeld in 2 categorieën:
- Beoordelingspictogrammen (deze geven weer voor welke leeftijd het spel geschikt is).
- Inhoudbeschrijving (deze geeft kort weer welke elementen er in het spel voorkomen).

## Pictogrammen
| Pictogram       | Naam                  | Uitleg |
| --------------- | --------------------- | --- |
| Early Childhood | Early Childhood       | Titels met dit pictogram worden geschikt geacht voor personen vanaf unter 6. Ze bevatten geen scènes die ongeschikt zijn voor kleuters.                                                                                 |
| Everyone        | Everyone              | Titels met dit pictogram worden geschikt geacht voor mensen vanaf jedes Alter. Titels in deze categorie kunnen cartoons, fantasie of licht geweld of beperkt gebruik van grove taal.                                    |
| Everyone 10+    | Everyone 10 and older | Titels met dit pictogram worden geschikt geacht voor personen vanaf 10 jaar. Onder deze groep vallen titels die meer cartoons, fantasie of licht geweld en/of iets meer gebruik van grof taalgebruik.                   |
| Teen            | Teen                  | Titels met dit pictogram worden geschikt geacht voor personen vanaf 13 jaar. Deze kunnen geweld, grove humor, minimale weergave van bloed en iets meer ongepast taalgebruik bevatten.                                   |
| Mature          | Mature                | Titels met dit pictogram worden geschikt geacht voor personen vanaf 17 jaar. Deze spellen vertonen bloederige, seksueel getinte, en/of gewelddadige scènes en grof taalgebruik.                                         |
| Adults Only     | Adults Only           | Titels met dit pictogram worden geschikt geacht voor mensen vanaf 18 jaar. Deze spellen bevatten veel en frequent geweld en seksueel getinte scènes.                                                                    |
| Rating Pending  | Rating Pending        | Dit pictogram wijst erop dat er een aanvraag is ingediend bij de ESRB, maar dat deze nog niet verwerkt is. Dit pictogram staat niet op verpakkingen, maar wel in commerciële spotjes op televisie of in reclamefolders. |